# 샬럿 호니츠
샬럿 호니츠(영어: Charlotte Hornets)는 미국 노스캐롤라이나주 샬럿을 연고지로 하는 NBA 동부 콘퍼런스 사우스이스트 디비전 소속 프로농구 팀이다. NBA 스타 마이클 조던이 2010년부터 2023년까지 구단 운영에 참여 하였으면 2008년에 명장 래리 브라운을 영입했다.
원래 샬럿을 연고지로 1988년 샬럿 호니츠가 창단되었으나, 2002년 연고지를 뉴올리언스로 옮기면서 팀명을 뉴올리언스 호니츠로 바꿨다. 2004년 새로이 샬럿을 연고지로 샬럿 밥캐츠(영어: Charlotte Bobcats)가 창단되었다. (1988년에 창단된 오리지널 샬럿 호니츠의 프랜차이즈 역사를 현재의 샬럿 호니츠가 가져가고 2002년부터 뉴올리언스로 연고지를 옮긴 현재의 뉴올리언스 펠리컨스는 뉴올리언스 연고 시절의 역사만 가져가는 것으로 결론났기 때문에 프랜차이즈의 역사로만 따지면 실질적인 창단은 1988년에 했다고 보는 것이 옳다.)
2013년 뉴올리언스 호니츠가 뉴올리언스 펠리컨스로 이름을 바꾸자, 샬럿에서는 원래의 연고팀 이름을 되살려 2014년 시즌부터 팀 명을 밥캐츠에서 호니츠(영어: Hornets)라는 새 이름을 갖게 되었다.

## 뉴올리언스 펠리컨스연관성
뉴올리언스 호니츠가 2013년에 팀명을 변경하고 샬럿 밥캣츠도 호니츠로 팀명을 변경하면서 족보가 꼬이게 되었는데 뉴올리언스 펠리컨스가 샬럿 호니츠였던 시절이었던 1988년부터 2002년까지의 역사를 샬럿 밥캣츠가 가져가기로 하고 뉴올리언스 펠리컨스는 뉴올리언스로 연고지를 이전했던 2002년부터의 역사만 가져가기로 NBA사무국과 협의되었기 때문에 1988년부터 2002년까지의 샬럿 호니츠의 구단역사와 뉴올리언스 펠리컨스의 구단역사는 별개로 친다. 실질적으로 연고지 이전 형식으로 2002년에 재창단되었다고 보는 시각이 우세하다.

## 역대 홈경기장

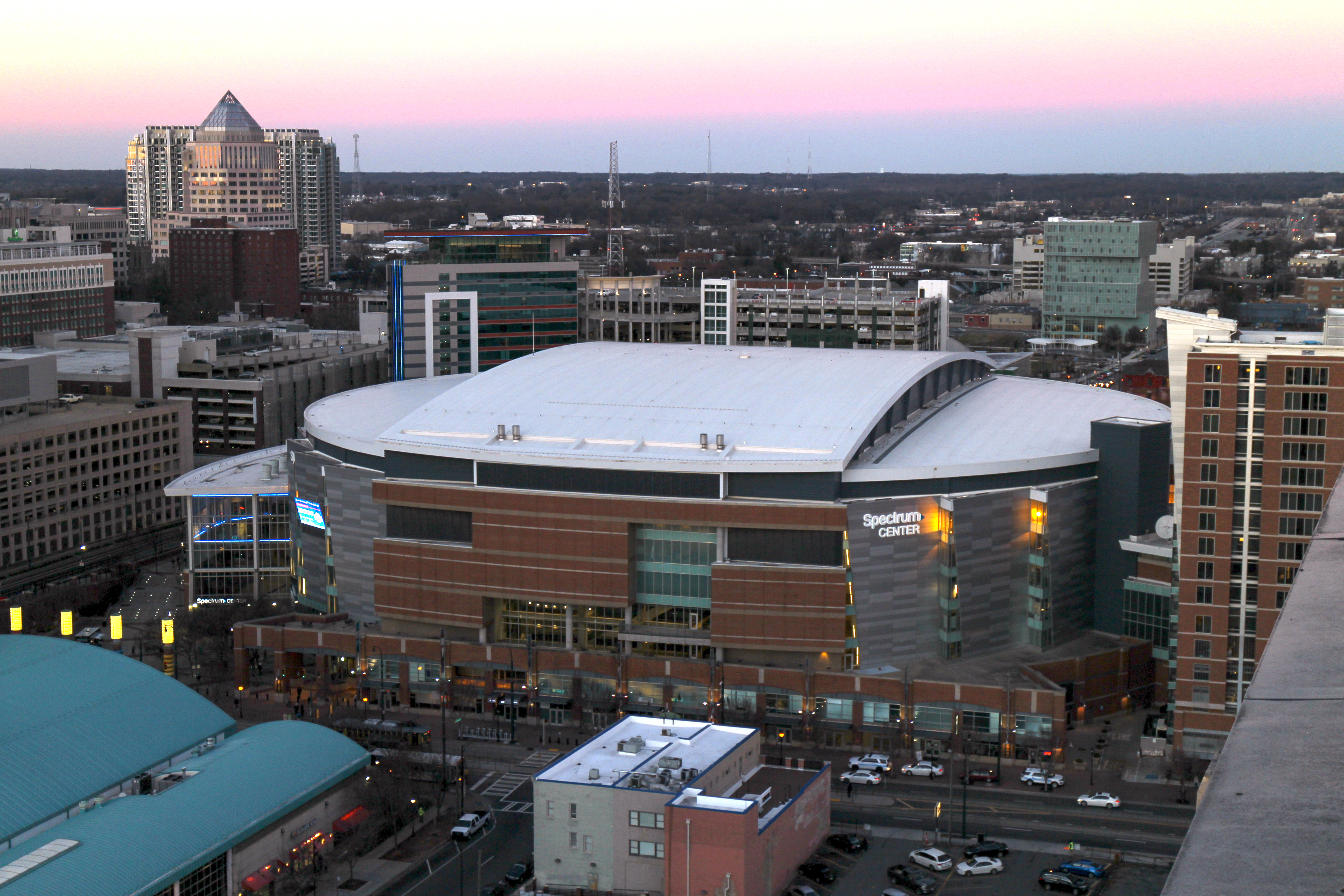
샬럿 호니츠의 홈경기장인 스펙트럼 센터

| 경기장                  | 사용기간                    | 수용인원 | 장소                  | 비고                                                                       |
| ----------------------- | --------------------------- | -------- | --------------------- | -------------------------------------------------------------------------- |
| 샬럿 호니츠/샬럿 밥캐츠 |                             |          |                       |                                                                            |
| 샬럿 콜리시엄           | 1988년~2002년 2004년~2005년 | 24,042명 | 노스캐롤라이나주 샬럿 | 2007년 6월에 철거되었다.                                                   |
| 샬럿 밥캐츠/샬럿 호니츠 |                             |          |                       |                                                                            |
| 스펙트럼 센터           | 2005년~현재                 | 19,077명 | 노스캐롤라이나주 샬럿 | 샬럿 밥캐츠 아레나 (2005년~2008년) 타임 워너 케이블 아레나 (2008년~2016년) |

## 영구 결번
| 번호        | 이름      | 포지션 | 활동 기간     | 비고 |
| ----------- | --------- | ------ | ------------- | --- |
| 샬럿 호니츠 |           |        |               | |
| 6           | 빌 러셀   | 센터   | 빈칸          | NBA 최초로 전 구단 영구결번됨. |
| 13          | 바비 필스 | 가드   | 1997년~2000년 | 교통사고로 사망. 2000년 2월 9일 영구 결번식은 오리지널 호니츠가 샬럿 콜리시엄에서 결번식한 것임. 2014년 11월 1일 타임 워너 케이블 아레나에서 영구결번식이 다시 열림. |

## 같이 보기
- 샬럿 스팅